# المقلد (فلم)
المقلد (بالإنجليزية:  Copycat) فيلم دراما، وغموض، وتشويق وإثارة نفسية أمريكي للمخرج جون اميل عام 1995. الفيلم من تأليف آن بيدرمان  وديفيد مادسن  وبطولة سيغورني ويفر، وهولي هانتر، وديرموت مولروني  وتدور أحداثه حول سفاح متسلسل يقلد جرائم بشعة اقترفها عدد من السفاحين من الماضي، ويتوجب على طبيبة نفسية ومحققة العمل والتعاون معًا من أجل القبض عليه.
فاز الفيلم بجائزة الجمهور في مهرجان كونياك لأفلام الجريمة (جون اميل)، وحصل على تنويه خاص لكل من: سيغورني ويفر، وهولي هنتر لأدائهم التمثيلي.
صدر الفيلم إلى دور العرض الأمريكية في 27 أكتوبر 1995.
منح موقع قاعدة بيانات الأفلام على الإنترنت (IMDB) الفيلم درجة 6.6/ 10.
منح موقع قاعدة بيانات الأفلام العربية "السينما.كوم" الفيلم درجة 5.3/ 10.

## طاقم التمثيل
سيجورني ويفر: في دور الدكتورة هيلين هدسون
هولي هانتر: في دور المفتشة ماري جين موناهان
ديرموت مولروني: في دور المفتش روبن جويتز
هاري كونيك جونيور: في دور داريل لي كولوم
وليام مكنمارا: في دور بيتر فولي
جون موريس: في دور يونغ بيتر فولي (حذفت المشاهد)
جي إي فريمان: في دور الملازم توماس كوين
ويل باتون: في دور المفتش نيكوليتي
جون روثمان: في دور آندي
شانون أوهيرلي: في دور سوزان شيفر
بوب جرين: في دور باتشولسكي
توني هاني: في دور كيربي
داني كوفاكس: في دور كوستاس
طهموس راوندي: في دور لانديس
ديفيد مايكل سيلفرمان: في دور مايك
ديان آموس: في دور جيجي
ريتشارد كونتي: في دور هارفي
نيك سكوجين: في دور كونراد
بيرت كينيون: في دور بيرت
كيني كوونج: في دور طفل صيني
ريبيكا كلينجر: في دور زوجة بيتر
كاثلين ستيفانو: في دور والدة بيتر
هانسفورد برينس: في دور فريد
كيث فيليبس: في دور فيليكس ميندوزا
رون كيل: في دور ماك
كيلفن هان يي: في دور مفتش صيني
جيمس كننغهام: في دور هال
روس كريستوف: في دور المفوض بيتريلو
جيني تشوا: في دور ميشيل
توماس جيه فيوجر: في دور الضابط بودجر
فلويد جيل هولاند: في دور إل بوتيمي
ستيوارت دبليو يي: في دور ثج 

## أحداث الفيلم
تنتهي الدكتورة هيلين هدسون (سيجورني ويفر)، الخبيرة الميدانية في القتلة المتسلسلين، من إلقاء محاضرة عن علم النفس الجنائي في إحدى الجامعات المحلية، وعند دخولها مرحاض قاعة المحاضرات يهاجمها داريل لي كولوم (هاري كونيك جونيور)، الهارب من السجن، ويقتل ضابط شرطة ويهاجم هيلين بوحشية. يتمكن شرطي آخر من السيطرة على كولوم ويعود إلى السجن. تصاب هيلين بحساسية وخوف شديد، بعد هذا الهجوم، من الأماكن المكشوفة، وتقضي حياتها بأكملها من خلف شاشة الكمبيوتر، في بيتها باهظة الثمن، عالي التقنية، ويساعدها صديقتها آندي (جون روثمان).
تنتشر موجة من جرائم القتل في سان فرانسيسكو، وتطلب محققة جرائم القتل إم جي موناهان (هولي هانتر) وزميلها روبن جويتز (ديرموت مولروني) خبرة هيلين التي تدرك أن المهاجم يستمد الإلهام من القتلة المتسلسلين، ويبدأ القاتل في الاتصال بهيلين ومطاردتها. سرعان ما تدرك هيلين أن القاتل المقلد كان يتابع قائمة القتلة المتسلسلين بنفس الترتيب الذي قدمته لهم في محاضرتها الجامعية في الليلة التي تعرضت فيها للهجوم.
تستنتج ماري جين أن القاتل هو "بيتر فولي" (وليام مكنمارا) وتتوجه إلى بيت هيلين لتكتشف أن بيتر قد اختطف هيلين وترك مقطع فيديو يطلب من ماري جين أن يخمن أين أخفى هيلين. تعود ماري جين إلى المكان الذي حاول فيه كولوم قتل هيلين من قبل، مرحاض قاعة المحاضرات، وعند وصولها تجد هيلين مقيدة ومشنوقة ومكممة بنفس الطريقة التي فعلها كولوم سابقًا. ينصب فولي كمينًا لماري جين التي تفقد وعيها، وبينما يستعد لقتلها، تحاول هيلين يائسة إنقاذها عن طريق تخريب مسرح جريمة فولي المكرر بعناية بالطريقة الوحيدة التي تستطيع: بمحاولة شنق نفسها. يصاب فولي بالذعر ويحرر هيلين، مما يسمح لها بالهروب إلى سطح المبنى، ولكنها تجد نفسها محاصرة. تظهر ماري جين وتطلق الرصاص على فولي لتقتله برصاصة في الرأس.
بعد مرور بعض الوقت، يكتب كولوم إلى قاتل متسلسل آخر، ويوجهه إلى كيفية قتل هيلين، ويكشف أنه كان يساعد فولي طوال الوقت. يتمنى كلوم "صيدًا سعيدًا" لشريكه الجديد في مهمة قتل هيلين.

## استقبال الفيلم
حقق الفيلم 32 مليون دولار في الولايات المتحدة وكندا و 79 مليون دولار في جميع أنحاء العالم.
منح موقع "الطماطم الفاسدة" الفيلم تقييماً مقداره 75% بناءاً على آراء 57 ناقداً سينمائياً، وكتب إجماع نقاد الموقع: " يساعد طاقم التمثيل المتميز هذا الفيلم المثير، في كثير من الأحيان، على تجاوز العناصر الأقل قبولًا في قصة نمطية."
منح موقع "ميتاكريتيك" الفيلم تقييماً مقداره 54% بناءاً على آراء 19 ناقداً سينمائياً.
منح الجماهير الذين استطلعت آراؤهم منظمة "سينما سكور" درجة (- A) على مقياس من (+ A) إلى (F).
منح روجر إيبرت، من صحيفة شيكاغو صن تايمز، الفيلم ثلاثة نجوم ونصف من أصل أربعة.
أشاد برنامج "سيسكل وإيبرت" (برنامج تلفزيوني لمراجعة الأفلام الأمريكية يشارك فيه النقاد: روجر إيبرت - جين سيسكل) بالفيلم مع الإشارة إلى شخصية هولي هانتر باعتبارها "واحدة من أكثر الشخصيات إثارة للاهتمام وثلاثية الأبعاد في العام."
رشح "معهد الفيلم الأمريكي" فيلم "المقلد" لدخول قائمة "100 عام و100 إثارة".

## الجوائز والترشيحات
مهرجان كونياك لأفلام الجريمة 1996: فاز بجائزة الجمهور (جون اميل) – حصل على تنويه خاص لكل من: سيغورني ويفر، وهولي هنتر لأدائهم التمثيلي
أكاديمية أفلام الخيال العلمي والفنتازيا والرعب بالولايات المتحدة الأمريكية 1996: رشح لجائزة ساتورن لأفضل موسيقى (كريستوفر يونغ)

## وصلات خارجية
https://letterboxd.com/film/copycat/ المقلد (فيلم)
https://elcinema.com/work/2000778/ المقلد (فيلم)
https://www.imdb.com/title/tt0112722/ المقلد (فيلم)
https://www.filmaffinity.com/us/film333537.html المقلد (فيلم)
https://www.themoviedb.org/movie/1710-copycat المقلد (فيلم)
https://www.allmovie.com/movie/copycat-v135454 المقلد (فيلم)
https://www.blu-ray.com/movies/Copycat-Blu-ray/22611/ المقلد (فيلم)
https://www.tcm.com/tcmdb/title/71512/copycat/#overview المقلد (فيلم)
https://www.allocine.fr/film/fichefilm_gen_cfilm=14214.html المقلد (فلم)